# Soechoj Soe-30
De Soechoj Soe-30 (Russisch: Су-30) (NAVO-codenaam: Flanker-C) is een zeer wendbare straaljager van de Russische vliegtuigfabrikant Soechoj en wordt gebouwd door de Verenigde Vliegtuigbouwcorporatie. Het kan meerdere rollen vervullen, zoals het behalen van luchtoverwicht, maar het kan ook effectief zijn als grondaanvalsvliegtuig.
Het toestel is een gemoderniseerde versie van de Soe-27UB en kent verschillende varianten, waarvan de K en de MK series commercieel succesvol waren.

## Ontwikkeling
Vanwege een gebrek aan vliegbases aan de noordelijke kust van de Sovjet-Unie had de Sovjet-luchtmacht een gespecialiseerde onderscheppingsjager nodig voor de verdediging van dit gebied. Het toestel moest een zo groot mogelijk bereik hebben en plaats bieden aan twee personen voor lange vluchten. Daarom werd midden jaren 1980 aan Soechoj gevraagd de Soe-27UB trainer door te ontwikkelen tot een volwaardige onderscheppingsjager. In de herfst van 1988 werden twee Soe-27UB-toestellen omgebouwd tot T10PU om te fungeren als prototype. Toen het toestel in productie ging, werd het omgedoopt tot Soe-30.
Hierop volgde een export-variant, de Soe-30MK. Die werd in 1993 tijdens de Paris Air Show tentoongesteld. In 2023 werden zes toestellen aan Myanmar verkocht.

Het gebrek aan vliegbases langs de noordelijke grens van de Sovjet-Unie is goed zichtbaar.

## Prestaties
Sommige toestellen hebben canards om de manoeuvreerbaarheid te verhogen, zoals de Soe-30MKI. Om dezelfde reden kan de uitlaat van sommige types in verschillende richtingen gedraaid worden.
Door deze eigenschappen kan het toestel onder andere het cobramanoeuvre uitvoeren. Dit betekent dat het toestel zich in rechte vlucht "opricht", zodat hij met de onderkant van het toestel dwars op de vliegrichting staat. Hierdoor remt de straaljager snel af, waarna hij zich weer horizontaal draait en doorgaat met de vlucht.
Door de twee-koppige bemanning kan de werklast verdeeld worden. De piloot bestuurt het toestel en bedient het boordgeschut, terwijl de co-piloot de lucht-luchtraketten- en lucht-grondraketten bedient, de tactiek bepaalt en de communicatie voert.
Het toestel heeft twaalf ophangpunten voor wapens: twee voor de vleugeluiteinden, drie pylonen onder elke vleugel, een pyloon onder elke motorgondel en twee pylonen achter elkaar midden onder het toestel.

## Vergelijkbare toestellen

cobramanoeuvre

- F-15E Strike Eagle
- Panavia Tornado
- MiG-29
- F/A-18 Hornet
- Chengdu J-10
- Dassault Rafale